# Em (tipografia)
Una em è una unità di misura utilizzata nel campo della tipografia. L'unità è definita in funzione di uno specifico tipo di carattere, e quindi è di lunghezza variabile.

## Utilizzo
Una em è considerata equivalente alla larghezza della lettera "M" maiuscola in un particolare tipo di caratteri, visto che la M era comunemente considerata l'intera larghezza dei "blocchi" che erano utilizzati nelle presse da stampa. In seguito il termine è stato utilizzato per includere un'ampia varietà di linguaggi e di set di caratteri, e quindi il suo significato si è modificato; questo ha permesso di includere anche quei font e set di caratteri che non comprendevano una "M" maiuscola, come il cinese e l'arabo.

Una em può essere definita come l'altezza del blocco utilizzato per scalare il font ad una certa dimensione (misura c nell'illustrazione)

Nell'uso corrente, em indica la dimensione del corpo dei caratteri, intendendo la dimensione del blocco che sarebbe necessario per contenere ognuna delle lettere del set di caratteri considerata individualmente. È leggermente più ampia della distanza tra il punto più basso della lettera più discendente ed il punto più alto della lettera più ascendente, talvolta includendo l'altezza aggiuntiva dei segni diacritici.  
Nei formati digitali il blocco è immaginario, ma em è calcolata nello stesso modo. Quindi 1 em in un tipo di caratteri a 16 pt vale 16 punti. 

### Internet
In internet l'uso della misura em è diventata più comune; con lo sviluppo dei fogli di stile a cascata (o CSS), le raccomandazioni per le specifiche W3C per l'HTML indicano di utilizzare l'impostazione scalabile per le pagine web, utilizzando un'unità di misura relativa (come l'em) piuttosto che una fissa (come i pixel o i punti tipografici).